# Mudd
Mudd (I, Mudd) est le huitième épisode de la deuxième saison de la série télévisée Star Trek. Il fut diffusé pour la première fois le 3 novembre 1967 sur la chaîne NBC.
Un androïde prend le contrôle de l'Enterprise et le détourne vers une planète inconnue. Kirk y retrouve Mudd, déjà croisé dans l'épisode Trois Femmes dans un vaisseau, qui espère s'emparer du vaisseau et de toute la Fédération grâce à ses androïdes.

## Distribution

### Acteurs principaux
- William Shatner : capitaine Kirk (VF : Yvon Thiboutot)
- Leonard Nimoy : Spock (VF : Régis Dubost)
- DeForest Kelley : McCoy
- George Takei : Sulu
- Nichelle Nichols : Uhura
- James Doohan : Scotty
- Walter Koenig : Chekov

### Acteurs secondaires
- Roger C. Carmel : Harry Mudd
- Richard Tatro : Norman
- Alyce Andrece : Alice 1 jusqu'à 250
- Rhae Andrece : Alice 251 jusqu'à 500
- Kay Elliot : Stella Mudd
- Michael Zaslow : Jordan
- Mike Howden : lieutenant Rowe
- Roger Holloway : lieutenant Lemli
- Bob Orrison : 1er Ingénieur

## Résumé
À bord de l'Enterprise le docteur McCoy fait part de ses inquiétudes à Spock envers le lieutenant Norman, un nouvel arrivant dans l'équipage. Peu de temps après cette scène, Norman court-circuite les machines de l'Enterprise afin de changer sa trajectoire. Norman s'avère être un androïde sophistiqué. L'Enterprise arrive sur une planète mystérieuse et Norman ordonne au capitaine Kirk, à Spock, McCoy, Uhura et Chekov de se téléporter avec lui. Ils découvrent alors que le contrebandier Harry Mudd, qu'ils avaient rencontré par le passé, est devenu le dirigeant de cette planète, peuplée d'androïdes.
Mudd leur apprend qu'il s'est enfui de la prison où il était incarcéré et qu'il s'est retrouvé sur cette planète. Les androïdes servaient un autre peuple venu de la Galaxie d'Andromède, qui a disparu lors de l'explosion d'une supernova. Ils semblent l'avoir pris pour modèle afin de connaître les humains. Il s'est fabriqué de nombreuses servantes ainsi qu'une réplique de sa femme qu'il utilise afin de pouvoir prendre sa revanche sur les humiliations qu'elle lui aurait fait subir par le passé. Spock découvre qu'il existe plus de 200 000 de ces androïdes et qu'ils sont contrôlés par un opérateur central qui les anime.
Pendant que Mudd remplace l'équipage de l'Enterprise par des androïdes, les humains découvrent de nombreux avantages sur la planète : Scotty est fasciné par leur technologie, Uhura est séduite à l'idée de vivre pour toujours dans le corps d'un robot et l'enseigne Chekov voit les androïdes femmes comme un moyen de se donner du bon temps. Toutefois, Mudd déchante en apprenant que les androïdes ne veulent pas de lui dans l'entreprise et ont conclu en le voyant agir que les humains étaient une race bien trop destructive. Ils projettent de s'étendre à travers la galaxie.
Spock note que Norman est le seul robot qui n'est pas produit en série et qu'il est possible qu'il soit responsable de la coordination des autres. Après avoir laissé entendre qu'ils allaient s'enfuir, le groupe d'humains commence à effectuer des activités totalement illogiques afin de rendre les androïdes confus : ils se mettent à danser sans musique, expriment à la fois leur amour et leur haine, disent qu'être heureux leur provoque de la torture et parviennent à mettre Norman hors service en lui énonçant le paradoxe du menteur. Alors que l'équipage de l'Enterprise retrouve son vaisseau, ils laissent Mudd sur la planète avec en guise de punition 500 androïdes copiés à partir de sa femme acariâtre.

## Autour de l'épisode
Cet épisode marque la seconde apparition de l'escroc Harry Fenton Mudd dans la série. Il était déjà apparu dans l'épisode Trois Femmes dans un vaisseau et réapparaîtra dans un épisode de la série animée intitulé La Passion de M. Mudd.

## Production

### Écriture
L'idée d'une planète remplie d'androïde figurait déjà dans les projets de potentiels épisodes lorsque le producteur exécutif Gene Roddenberry présenta le projet Star Trek en mars 1964. Une ébauche de l'épisode est décidé le 5 décembre 1966 avec le producteur Gene L. Coon où il est décidé d'y adjoindre le personnage d'Harry Mudd. En effet, son apparition avait plu dans l'épisode Trois Femmes dans un vaisseau et ils demandent à son scénariste Stephen Kandel, d'en écrire le script. La version finale est rendue le 25 juin 1967. Dans cette version, le personnage de Mudd ne devait pas apparaître avant la fin du second acte afin de laisser son apparition plus surprenante. Une grande partie de l'histoire se concentrait autour du personnage de Norman et son sabotage de l'Enterprise.
Au cours du mois de juillet, le scénariste David Gerrold effectue de lourdes réécritures sur l'épisode afin que Mudd apparaisse à la fin du premier acte. Il rajouta aussi l'idée des robots produits en séries ainsi que l'idée d'ajouter une femme acariâtre à Mudd. Gene L. Coon proposa de créditer l'épisode à son nom mais Gerrold refusa estimant qu'il aurait l'impression de voler le travail de Kandel.

### Casting
- Afin de faire figurer les différents robots « Alice » produits en série, le directeur de casting Joseph D'Agosta chercha à engager des actrices qui soient des sœurs jumelles. Les sœurs Alyce Andrece et Rhae Andrece furent engagées pour jouer le rôle d'Alice.
- En dehors des acteurs composant l'équipage et le personnel secondaire de l'Enterprise, Roger C. Carmel est le seul acteur à avoir joué le même personnage dans le cours de la série.

### Tournage
Le tournage eut lieu du 14 au 21 août 1967 dans les studios de la compagnie Desilu Productions sur Gower Street à Hollywood sous la direction de Marc Daniels.
Outre l'utilisation d'actrices jumelles, des effets de superpositions de plans furent utilisés afin de faire figurer jusqu'à 6 fois le même personnage dans un plan. Durant la scène où l'équipage de l'Enterprise fait semblant de danser sur du vide, les acteurs se sont entrainés avec en fond sonore le générique de la série Mannix produite elle aussi par la compagnie Desilu.
Beaucoup de costumes furent réutilisés : Les androïdes « Annabelle » et « Trudy » portent des vêtements créés pour l'épisode Un loup dans la bergerie et les « Maisie » et « Barbara » portent les costumes utilisés dans Trois Femmes dans un vaisseau. Le vêtement porté par Stella Mudd est celui porté par Natalie Norwick dans l'épisode La Conscience du roi.

### Post-production
Les musiques de cet épisode, notamment les passages surlignant le côté illogique des actions de l'équipage furent composés par Samuel Matlovsky. Ce sera son seul travail pour la série. Le reste de la bande originale de l'épisode marqué par la réutilisation de musiques composées par Fred Steiner, Gerald Fried, Sol Kaplan et George Duning.

## Diffusions

### Diffusion aux États-Unis
L'épisode fut retransmis à la télévision pour la première fois le 3 novembre|1967 sur la chaîne NBC en tant que huitième épisode de la deuxième saison.

### Diffusion au Royaume-Uni et au Québec
L'épisode fut diffusé au Royaume Uni le 27 juillet 1970 sur BBC One.
En version francophone, l'épisode fut diffusé au Québec en 1971. 

### Diffusion en France
En France, l'épisode est diffusé le 15 septembre 1986 lors de la rediffusion de l'intégrale de Star Trek sur La Cinq.

## Réception critique
Selon Walter Koenig, NBC apprécia tellement l'épisode qu'ils envisagèrent de faire un spin-off autour d'Harry Mudd. Roddenburry était trop occupé sur la production de Star Trek pour donner suite à cette idée.
Dans un classement pour le site Hollywood.com, Christian Blauvelt place cet épisode à la 39e position sur les 79 épisodes de la série originelle. 
Pour le siteThe A.V. Club, Zack Handlen donne à l'épisode la note de A- décrivant l'épisode comme théâtral sans être insultant et plutôt amusant pour les fans. Il qualifie Roger Carmel de « flamboyant » et trouve que les robots sont une menace crédible.

## Adaptation littéraire
L'épisode fut adapté dans un roman portant le titre de Mudd's Angels par J. A. Lawrence sorti en 1978 aux éditions Bantam Books. Ce livre regroupe une adaptation de cet épisode avec celle de l'épisode Trois Femmes dans un vaisseau.

## Éditions commerciales
Aux États-Unis, l'épisode est disponible sous différents formats. En 1988 et 1990, l'épisode est sorti en VHS et Betamax. L'épisode sortit en version remastérisée sous format DVD en 1999 et 2004.
L'épisode connu une nouvelle version remasterisée sortie le 14 octobre 2006 : l'épisode fit l'objet de nombreux nouveaux effets spéciaux, notamment les plans de la planète inconnue vue de l'espace et les plans de l'Enterprise qui ont été refait à partir d'images de synthèse. L'image du ventre de Norman lorsqu'il montre ses circuits intégrés a été retravaillée pour être plus crédible. Cette version est comprise dans l'édition Blu-ray, diffusée en septembre 2009.
En France, l'épisode fut disponible avec l'édition VHS de l'intégrale de la saison 2 en 2000. L'édition DVD est sortie le 18 novembre 2004 et l'édition Blu-ray le 27 avril 2009.